# لويس دورانجو
لويس أ. دورانجو ولد في 23 افريل 1986 هو لاعب بيسبول بنمي محترف سابق لاعب دفاع. لعب في دور البيسبول الرئيسي م ل ب لفريق سان ديغو بادريس وكان أيضًا عضوًا في فريق بناما الوطني للبيسبول .